# Ingals Fisher
Clarence Ingals Fisher (ur. 21 sierpnia 1909 w Lyons Falls, zm. 1 września 1942 w Camp Lee) – amerykański strzelec, olimpijczyk.
Fisher wystąpił na Letnich Igrzyskach Olimpijskich 1936 w jednej konkurencji – pistolecie szybkostrzelnym z 25 m. Uplasował się na 15. miejscu.
W 1936 roku był oficerem US Army. W 1942 roku stacjonował w Wirginii jako kapitan US Army, jednak doznał tam zapalenia opon mózgowo-rdzeniowych i zmarł.

## Wyniki

### Igrzyska olimpijskie
| Igrzyska    | Konkurencja                   | Wynik       | Miejsce | Źródło |
| ----------- | ----------------------------- | ----------- | ------- | ------ |
| Berlin 1936 | Pistolet szybkostrzelny, 25 m | 18–6–4 pkt. | 15      | [ 1 ]  |